# Wieglitz
Wieglitz ist ein Ortsteil der Gemeinde Bülstringen im Landkreis Börde in Sachsen-Anhalt.

## Geografie
Wieglitz liegt ca. 5 km südöstlich von Calvörde am Rande des Naturparks Drömling.
Als Wohnplätze der ehemaligen Gemeinde waren ausgewiesen:
- Ellersell

## Geschichte
Das Dorf ist wendischen Ursprungs. Erstmals urkundlich erwähnt wurde es im Jahr 1381 oder 1383 in der Bittschrift eines Priesters Johann von Braunschweig an den Herzog Friedrich von Braunschweig als wyghelze. Ab 1664 ist eine Schule nachweisbar.
Die bis dahin selbstständige Gemeinde Wieglitz wurde am 1. Januar 2010 nach Bülstringen eingemeindet.

## Politik

### Bürgermeister
Der letzte Bürgermeister der Gemeinde Wieglitz war Walter Benkhardt.

### Wappen
Das Wappen wurde am 17. November 1998 durch das Regierungspräsidium Magdeburg genehmigt.
Blasonierung: „In Silber auf grünem Dreiberg eine neunstrahlige blaue Fontäne zwischen zwei einander zugewandten grünen Eichen mit je zwei schwarzen Früchten.“
Das Dorf Wieglitz liegt am Flechtinger Höhenzug; in seine Gemarkung fallen die Wieglitzer Berge, in denen einst eine Quelle sprudelte – die sogenannte Klare Grete. Sie ergoss sich zwischen die darum zahlreich stehenden Eichenbäume. Zwar ist diese Quelle heute versiegt, doch war es Wunsch und Beschluss der Gemeinde, die oben genannten Begebenheiten in das Gemeindewappen aufzunehmen. Das wurde den heraldischen Gepflogenheiten gemäß in stilisierter Form realisiert. Der Dreiberg symbolisiert den Flechtinger Höhenzug bzw. die Wieglitzer Berge. Aus dem Dreiberg wächst rechts und links je eine Eiche, die ebenfalls auf den waldreichen Flechtinger Höhenzug hinweist. Die Klare Grete schließlich wurde als blauer Spring dargestellt.
Die ehemaligen Gemeindefarben sind Grün - Silber (Weiß).
Das Wappen wurde vom Kommunalheraldiker Jörg Mantzsch gestaltet.

### Flagge
Die Flagge ist grün - weiß gestreift mit dem aufgelegten Wappen der Gemeinde.

## Wirtschaft und Infrastruktur

### Verkehr
Durch den Ort verläuft die Landstraße 24. Die Bundesstraße 245 liegt 10 km in südlicher Richtung. Der Ort ist sonst durch Kreisstraßen mit seinen Nachbarorten verbunden. Durch Wieglitz verläuft der Mittellandkanal, eine der wichtigsten Wasserstraßen in Sachsen-Anhalt.

## Persönlichkeiten
- Gerhard Fischbeck (1925–2020), Agrar- und Pflanzenbauwissenschaftler sowie Hochschullehrer